# George Galloway
George Galloway (Dundee, 16 de agosto de 1954) es un político británico. Entre las elecciones generales del Reino Unido de 1987 y 2015, con una pausa entre 2010 y 2012, representó a cuatro distritos electorales como miembro del Parlamento, elegido como candidato del Partido Laborista y más tarde del Partido del Respeto.

## Biografía

### Primeros años
Galloway nació en 1954 en Dundee; siendo el mayor de tres hermanos. Sus padre era un sindicalista escocés, y su madre descendía de irlandeses.
Se unió a los Jóvenes Socialistas del Partido Laborista con solo trece años (aunque dijo que tenía quince) y todavía era adolescente cuando se convirtió en secretario del Partido Laborista de Dundee. Ya en su adolescencia se «enamoró» del «ejemplo» del Che Guevara y lo considera un ícono.

### Carrera política
Después de convertirse en el presidente más joven del Partido Laborista Escocés en 1981 (con 26 años de edad), se convirtió en secretario general de la organización sin fines de lucro War on Want en 1983, permaneciendo en el cargo hasta que fue elegido parlamentario por Glasgow Hillhead (más tarde Glasgow Kelvin) en la elección general de 1987.
En 2003, durante la guerra de Irak, Galloway fue expulsado del Partido Laborista, habiendo sido declarado culpable por el comité constitucional nacional del partido, acusado de desacreditar al partido, incluyendo haber llamado a los árabes para luchar contra las tropas británicas.
En 2004, se convirtió en miembro de Respect - The Unity Coalition, más tarde conocido como Respect Party, convirtiéndose en el líder a fines de 2013. Habiendo decidido no buscar la reelección para la circunscripción de Glasgow Kelvin antes de las elecciones generales de 2005, se presentó entonces a la circunscripción de Bethnal Green y Bow en Londres; derrotando a la parlamentaria laborista en funciones, Oona King. Se desempeñó por un período parlamentario.
Volvió a la Cámara de los Comunes en las elecciones parciales de Bradford West en 2012, pero perdió su asiento en las elecciones generales de 2015. Se presentó como candidato en las elecciones a la alcaldía de Londres en 2016, pero perdió ante el candidato del Partido Laborista, Sadiq Khan; terminando en el séptimo lugar con el 1.4% de los votos. El Partido del Respeto fue disuelto "voluntariamente" en la Comisión Electoral en agosto de 2016.
Al principio de su carrera, era opositor de Saddam Hussein, pero David Aaronovitch y Christopher Hitchens lo acusaron de cambiar de opinión sobre el líder iraquí cuando «se convirtió en una política occidental no apoyarlo». Galloway visitó Irak en 1994 y pronunció un discurso ante Saddam Hussein, que finalizó con la siguiente declaración: «Señor, saludo su coraje, su fuerza, su infatigabilidad». Sin embargo, él ha mantenido que se estaba dirigiendo al pueblo iraquí en el discurso. Testificó ante el Senado de los Estados Unidos en 2005 sobre supuestos pagos ilícitos del Programa Petróleo por Alimentos de las Naciones Unidas.
Apoya al pueblo palestino en el conflicto israelí-palestino, se opone al sionismo y participó en los convoyes de ayuda de la organización Viva Palestina.
Durante los preparativos del referéndum sobre la permanencia del Reino Unido en la Unión Europea, apoyó el Brexit, haciendo campaña con Grassroots Out, una organización multipartidista.

### Televisión
Fue presentador de The Real Deal y Comment para Press TV, señal propiedad del gobierno de Irán. En noviembre de 2013, Galloway y su esposa Gayatri comenzaron a presentar el programa Sputnik Orbiting the World para RT UK. Es colaborador habitual de la red de RT (anteriormente conocida como Russia Today), propiedad del gobierno de Rusia.